# Xinglong, Nanchuan
Xinglong (kinesiska: 兴隆) är en köping i sydvästra Kina. Den ligger i stadsdistriktet Nanchuan, i storstadsområdet Chongqing, omkring 60 kilometer sydost om det centrala stadsdistriktet Yuzhong.